# Fukushima Yutaro
Yutaro Fukushima (sinh ngày 29 tháng 10 năm 1987) là một cầu thủ bóng đá người Nhật Bản.

## Sự nghiệp câu lạc bộ
Yutaro Fukushima đã từng chơi cho Thespa Kusatsu.